# 32-бітова архітектура

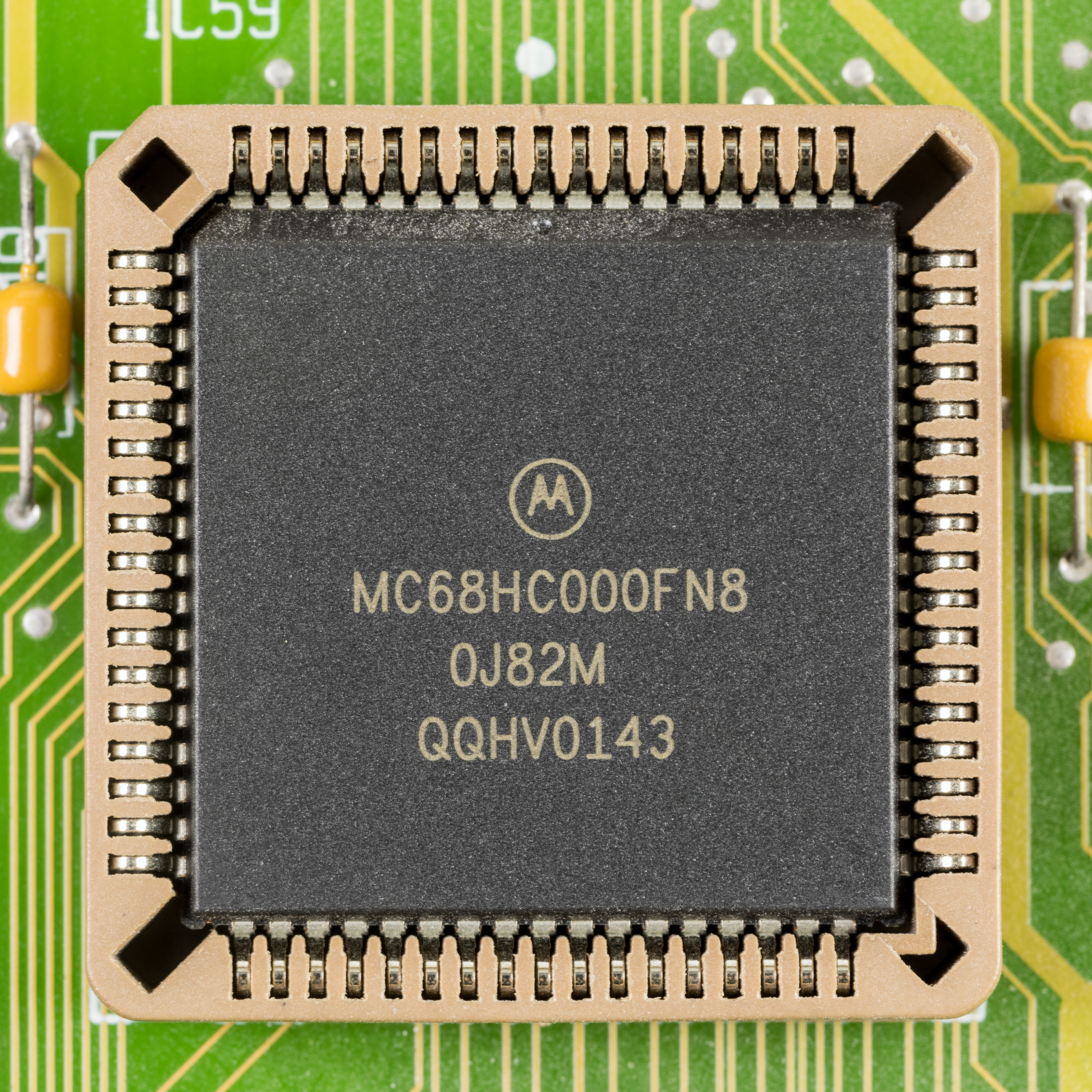
32-бітовий процесор Motorola MC68000

32 біти в комп'ютерній архітектурі — ширина поля бітових даних, що є найбільш природною для відповідної апаратної платформи: 32-розрядні цілі, адреси пам'яті або інші типи даних розміром 32 біта.
32-бітові процесори і АЛП — архітектури, засновані на регістрах і шинах даного розміру. Діапазон цілих значень, які можуть бути збережені в 32 біт: від 0 до 4294967295 (232-1) або від -231 до 231-1. Таким чином, процесор з 32-бітової адресації пам'яті може безпосередньо звертатися до 4 Гб пам'яті. Розрядність зовнішніх шин адреси й даних зазвичай понад 32 біт, але всередині 32-бітового процесора адреси й дані 32-розрядні. Наприклад, 32-розрядний Pentium Pro мав 36-розрядну шину зовнішньої адресації (+4 шляхом механізму сегментації) й 64-розрядну шину даних.

## Архітектура
Відомі 32-бітові архітектури для систем загального призначення: IBM System/360, IBM System/370, DEC VAX, NS320xx, Motorola 68000, Intel IA-32 32-бітова версія x86, а також 32-бітові версії ARM, SPARC, MIPS, PowerPC, PA-RISC та інші. 32-бітові архітектури, які використовуються у вбудованих системах: 68k, ColdFire, x86, ARM, MIPS, PowerPC і Infineon TriCore.

## Дані
У комп'ютерній графіці 32-бітовими називають True Color зображення (3 канали RGB по 8 бітів в кожному) з 8-бітовим альфа-каналом.
Також існує невелика кількість професійних систем, в яких на представлення кольору виділяється 32 біт на канал (тобто 96 бітів на піксель). Такий широкий діапазон використовується для представлення величин, яскравіше білого — для того, щоб більш точно передати яскраві відблиски при малій експозиції (або в разі використання темного фільтра).